# 国事軍

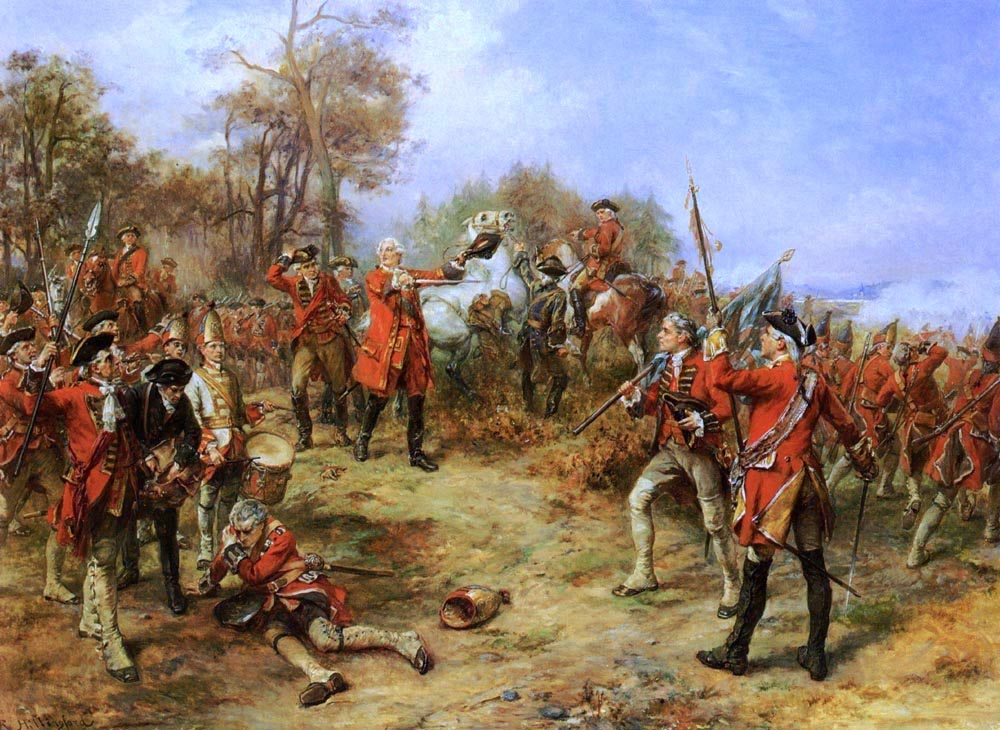
デッティンゲンの戦いにおけるジョージ2世（油絵、1902年作）

国事軍（こくじぐん、ドイツ語: Pragmatische Armee）はオーストリア継承戦争において、1741年から1745年までハプスブルク家を支持したハプスブルク君主国、グレートブリテン王国、ネーデルラント連邦共和国、ハノーファー選帝侯領、ヘッセン＝カッセル方伯領による連合軍。主にプロイセン軍とフランス軍と戦った。

## 名前
「国事軍」という名前は、この同盟軍は神聖ローマ皇帝カール6世によって発布され、女系相続を認めた国事詔書を承認した国によって組織されたことによる。

## 歴史
バイエルン選帝侯、プロイセン王国、フランス王国はカール6世が1740年に死去すると承認を撤回したため、オーストリア継承戦争が勃発した。
カール6世の娘、ハンガリー女王兼オーストリア女大公マリア・テレジアと同盟したイギリス王・ハノーファー選帝侯ジョージ2世はニーダーラインでプロイセン軍やフランス軍と戦った。同盟軍を国事軍と名付けることは同盟軍に大義名分を与え、ドイツでの味方を増やす策であったが、イギリスの視点ではオーストリア継承戦争は数多くの英仏戦争の1つにすぎず、名づけはプロパガンダに等しかった。
ハノーファーの安全を確保すると、国事軍は南ドイツへ進軍してフランス軍と対峙した。1743年6月27日、デッティンゲンの戦いで国事軍はフランス軍に襲われたが、ジョージ2世は親征して勝利、イギリス王の親征としては最後のものとなった。この勝利を記念して、ゲオルク・フリードリヒ・ヘンデルはデッティンゲン・テ・デウムを作曲した。
1745年、国事軍はフォントノワの戦いで大敗、直後に解散された。